# 東涌羅漢寺

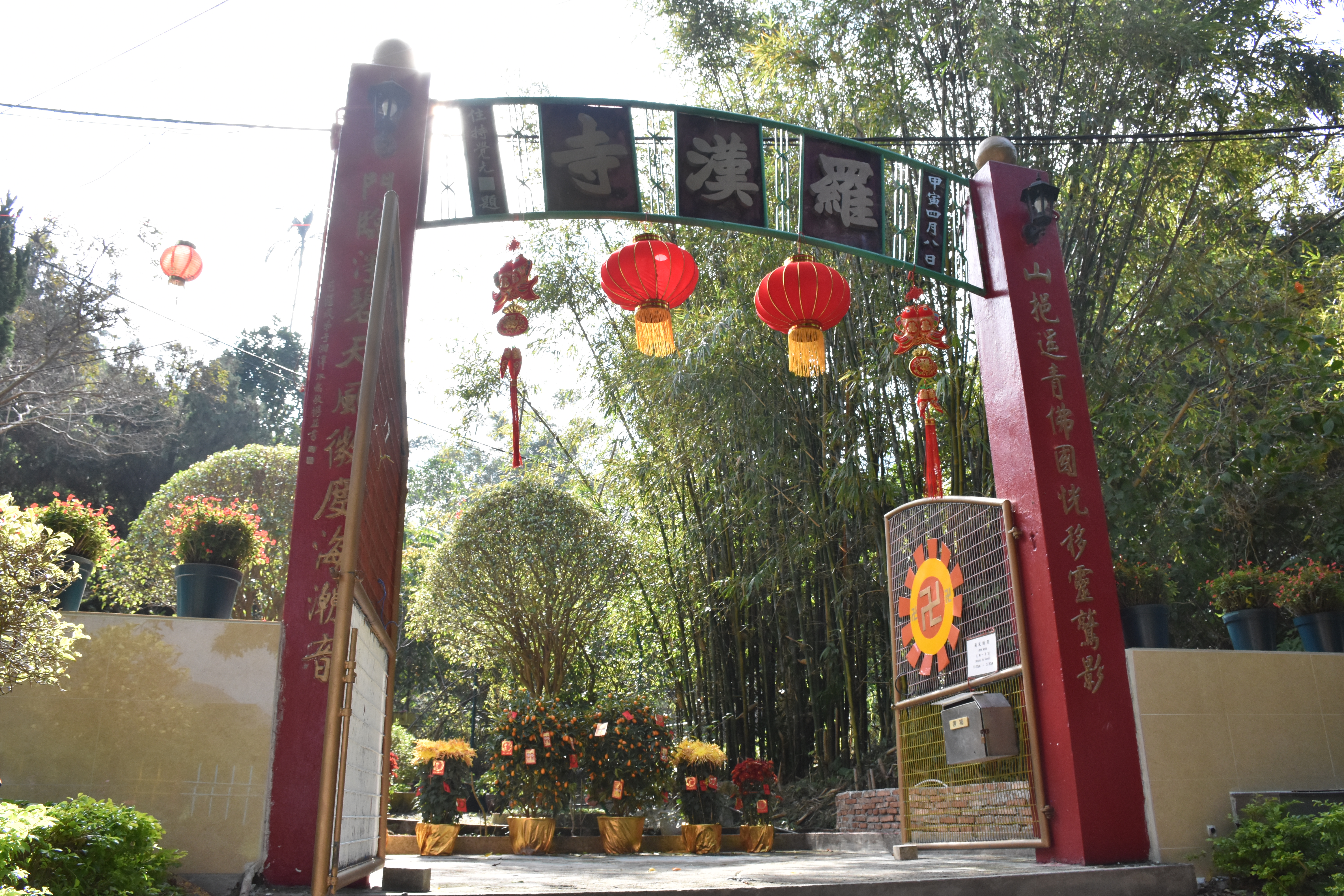
東涌羅漢寺正門牌樓

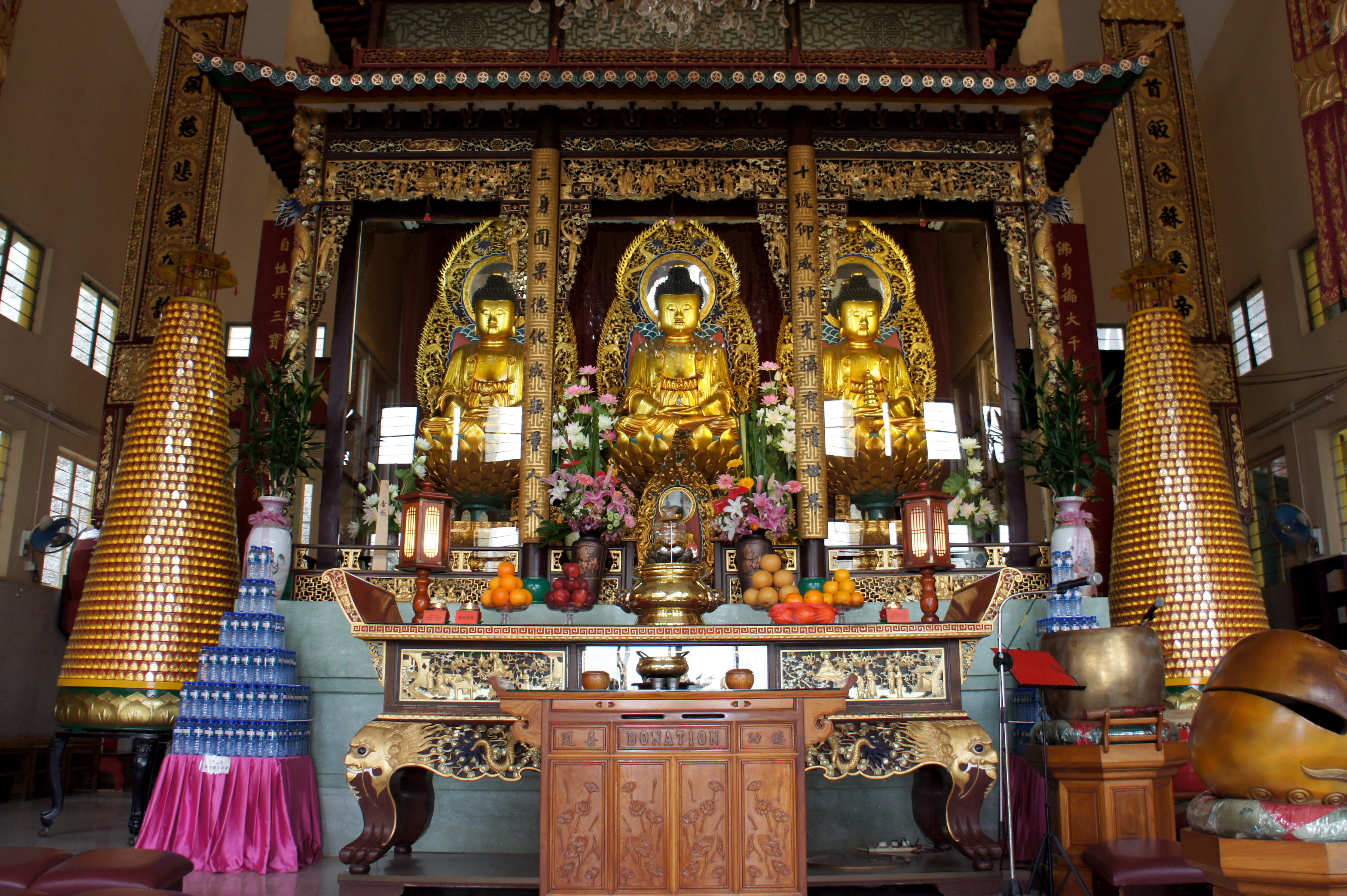
東涌羅漢寺大雄寶殿

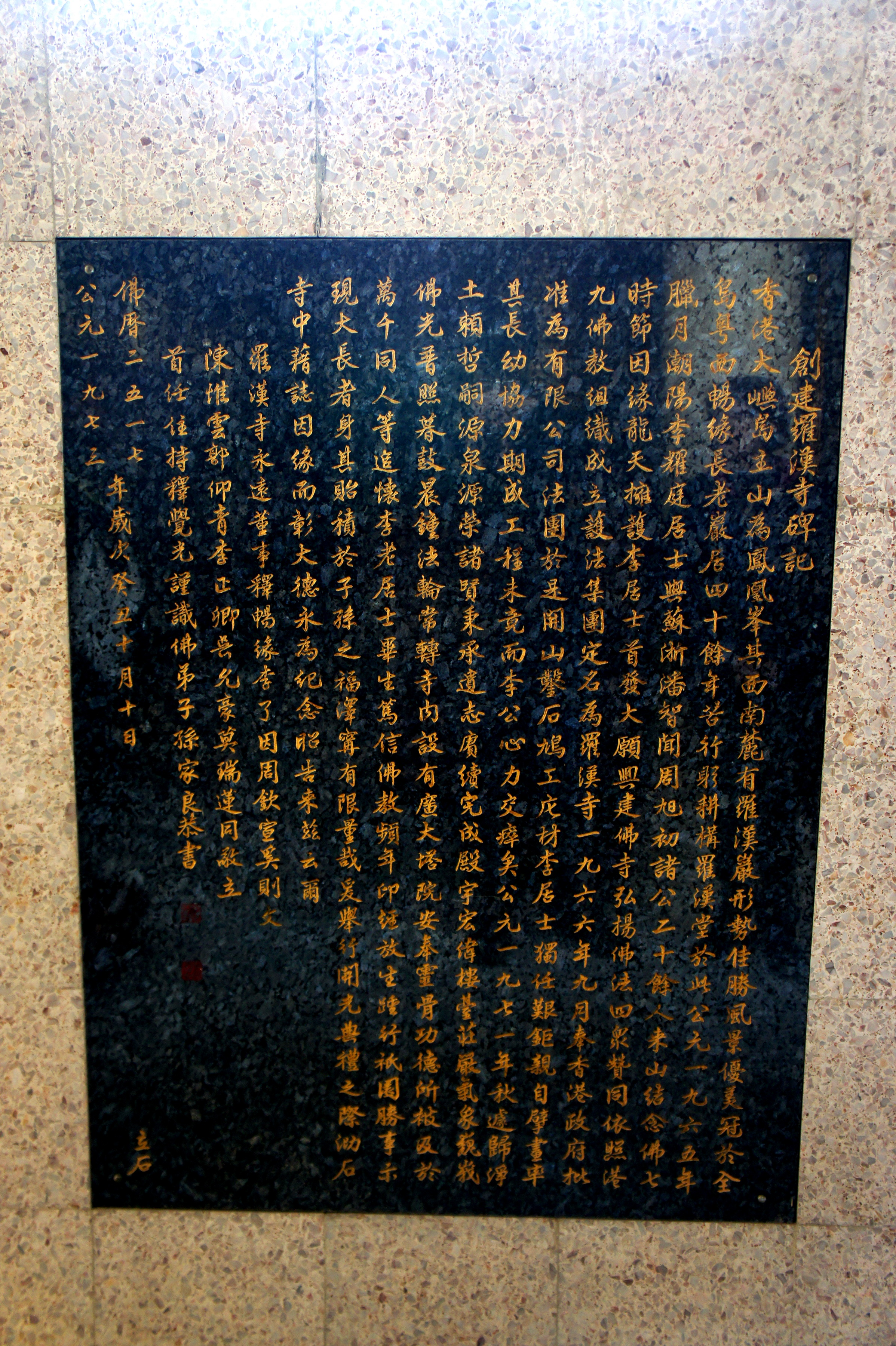
大雄寶殿內的「創建羅漢寺碑記」

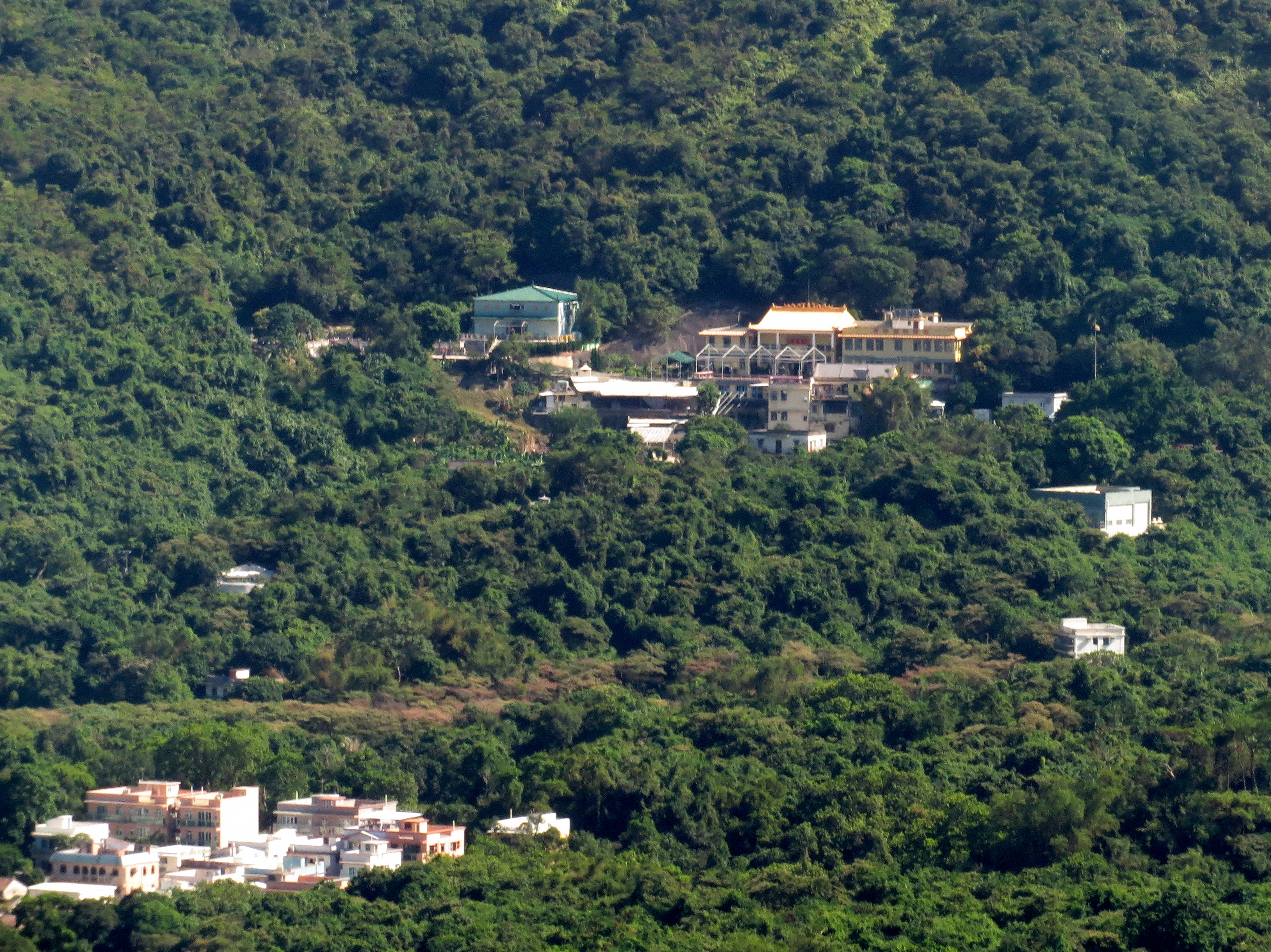
遠眺東涌羅漢寺的建築群，左下方為莫家村

東涌羅漢寺（英語：Lo Hon Buddhist Monastery）是香港一座佛寺，位於香港大嶼山東涌南部的石門甲，處於彌勒山與石獅山之間。

## 歷史
1926年，一名來自廣東省西部的和尚「暢緣和尚」，選擇了現今寺址附近的一個岩洞潛修，並將此地命名為羅漢巖（又稱羅漢洞）。到了1960年代中，李耀庭居士等佛教徒來到此處，發現此處的環境適合建立佛寺，徵得暢緣和尚同意後，便於1971年動工興建，1974年落成啟用。

## 設施

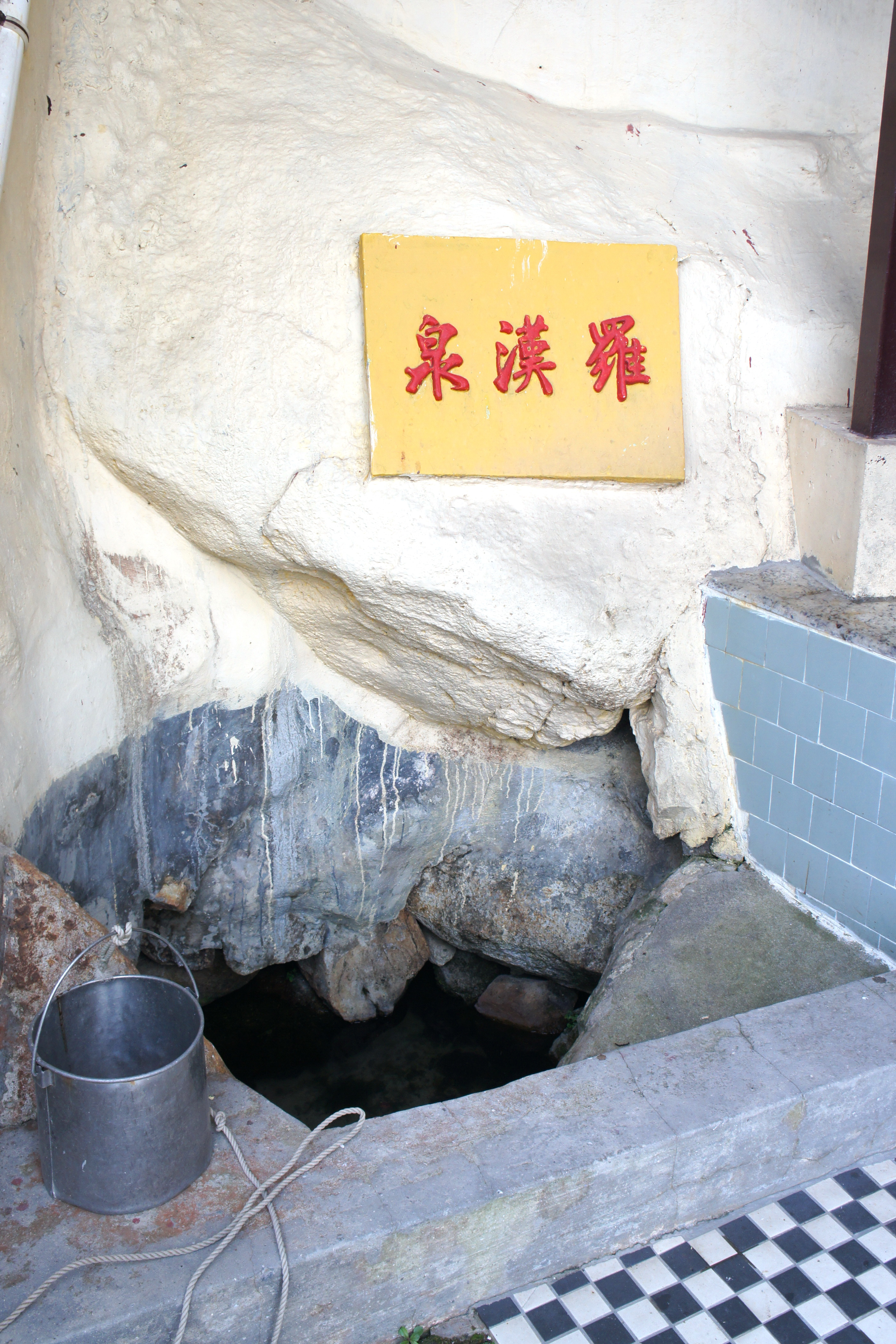
羅漢泉

羅漢寺的主體建築為大雄寶殿，高三丈六尺（約12米），面積130平方米，在東涌新市鎮發展前，一海之隔的屯門也能看見。大雄寶殿供奉釋迦、彌陀和藥師。羅漢寺也設有觀音殿和地藏殿，以及名為海會塔的骨灰龕位。羅漢寺亦保留羅漢巖這個天然岩洞供奉十八羅漢，以及羅漢泉這個天然山泉。

## 交通
- 由東涌市中心巴士總站乘坐新大嶼山巴士34線至石門甲總站下車，步行約五分鐘。